# Mont des Accords
Mont des Accords är en kulle i den sydvästra delen av Saint-Martin, cirka 1,8 kilometer sydost om huvudorten Marigot. Den utgör en del av gränsen till nederländska Sint Maarten. Toppen på Mont des Accords är 161 meter över havet.